# Coucou olivâtre
Cercococcyx olivinus
Espèce
Statut de conservation UICN

 LC  : Préoccupation mineure
Le Coucou olivâtre (Cercococcyx olivinus) est une espèce d'oiseau de la famille des Cuculidae.

## Répartition
Son aire s'étend de manière +/- dissoute à travers l'Afrique équatoriale.

## Taxonomie
C'est une espèce monotypique (non subdivisée en sous-espèces).